# Pseudotetraploa javanica
Pseudotetraploa javanica är en svampart som först beskrevs av Rifai, Zainuddin & Cholil, och fick sitt nu gällande namn av Kaz. Tanaka & K. Hirayama 2009. Pseudotetraploa javanica ingår i släktet Pseudotetraploa och familjen Tetraplosphaeriaceae.   Inga underarter finns listade i Catalogue of Life.